# Pseudopodier
Pseudopodier (grekiska: skenfötter) är tillfälliga eller konstanta armliknande utskott från cellen, vilka framförallt amöbadjuren använder sig av vid förflyttning och för att omsluta föda med. Många amöbor skickar ut breda s. k. lobopodier, huvudsakligen i sin rörelseriktning, och i extrema fall kan hela djuret flyta över i ett sådant pseudopodium.
Konstanta mer trådformiga pseudopodier förekommer hos foraminiferer, radiolarer och soldjur.
I vävnadsvätskan (interstitium) rör sig även leukocyter (vita blodkroppar) med hjälp av pseudopodier.